# Samuel Cooper
 Der er for få eller ingen kildehenvisninger i denne artikel, hvilket er et problem. Du kan hjælpe ved at angive troværdige kilder til de påstande, som fremføres i artiklen.

Samuel Cooper (født 1609, død 5. maj 1672 i London) var en engelsk miniaturmaler, bror til Alexander Cooper.
Han var elev af miniaturmaleren John Hoskins. Cooper har malet en mængde miniatureportrætter af ledende personligheder og fine navne fra Oliver Cromwells tid og senere fra Karl II’s hof; adskillige billeder af Cromwell og Karl II, endvidere Karl I, John Milton, Samuel Butler og så videre.
Han malede hyppigst med vandfarve på pap og pergament, hans skønne gengivelse af ansigtsudtrykkene og også af det rent stoflige som hårets glans med videre, under lysets og skyggens brydninger har gjort ham til sin tids største miniaturmaler "den engelsk van Dyck". Bedst kan han studeres i den kongelige samling i Windsor Castle og i hertugen af Buccleuchs og hertugen af Portlands samlinger henholdsvis i Montagu House, Whitehall og Welbeck Abbey.